# 一発ギャグ
一発ギャグ（いっぱつギャグ）とは、芸のひとつ。短時間内の言動や仕草により見る人の笑いを誘うものである。

## 概要
主にお笑い芸人が行う。数秒から十数秒という短い時間における発言（内容および口調）や動作の奇怪さでボケるもの、自分以外の奇怪な人物が近くにいる・もしくは奇怪な状況に自分が置かれていると設定してこれに突っ込んだりさらにボケるもの、ダジャレ、モノマネの変種など多岐に渡る。小道具を用いたボケの場合は「モノボケ」とも称される。
作成手段によって分類した場合、披露者が事前に用意したいわゆる「持ちネタ」とアドリブによってその場で作るものの二種に分かれる。笑いにつながらない（ウケない）こともままあるが、作成・披露が比較的手軽なため芸人たちは頻繁に用い、また披露の機会を与えられる（＝「振られる」）。一発ギャグの得意な芸人はしばしばそのギャグをもって一般に認知されはじめ、また時に一発ギャグがもとで人気が急上昇する芸人もある（＝ブレイクする）ため、印象を左右する意味で芸人にとって一発ギャグの存在意義は非常に大きい。

## ギャグと一発ギャグの関係
一発ギャグは「ギャグ」のなかでも、より瞬間的ならびに爆発的な笑いの喚起を狙うものである。深い要素を練り込み時間差でじわじわと笑わせるようなものは少ない（思い出し笑いを除く）。
関西地方での「ギャグ」という言葉の解釈は、関東地方（日本標準）とは少々意味合いが違ってくる。関西地方では「一発ギャグ」のことを「ギャグ」と呼び、関東（日本標準）における「ネタ」のことを「ギャグ」と表現する。この差異について、長らく関西地方の人々は気がつかない、もしくは戸惑いつつ受容できずにいたが、現在では関西出身の芸人および一般人は、関東つまりは全国進出の際は、各自が言葉の置換をすることで補っている。代表的な例としては、現代の一発ギャグの名手として知られ、関西地方出身であるFUJIWARAの原西孝幸のキャッチコピーは、「ギャグを一兆個持っている」であるが、この言葉を関西地方文化圏の人間は素直に理解できるが、関東地方（日本標準）の理解からは『一兆個の“一発ギャグ”を持っている、ではないのか?』となる。なお、これは個人により差があり現在では関東圏においても「ギャグ」といえば一発ギャグのことを指す場合も多い。

## 一発ギャグ一覧
- 「ジャンケンポン酢、口内炎にしみる」「ジャンケン、ポーランドに引っ越す予定なし」飯尾和樹（ずん）[5]
- 「閉店ガラガラ」「ン〜ワオ！」岡田圭右（ますだおかだ）[6]
- 「赤信号、みんなで渡ればこわくない」[7]「コマネチ」[8] ビートたけし（ツービート）
- 「言うじゃな〜い」「残念！」波田陽区 [9]
- 「ちゃ～」たむらけんじ [10]
- 「あ～い、とぅいまてぇ～ん！」ですよ。 [11]
- 「チクショー！！」コウメ太夫 [12]
- 「ジャンケン、ポメラニアン」[13]「仕事と私どっちをトルネード」[14] Pepper

## 進化した一発ギャグ一覧
- 「ホホホイ、ホホホイ、ホホホイホーイ！」遠藤章造（ココリコ）が配信楽曲としてリリース[15]。